# Ricardo Plant
Ricardo Plant (Buenos Aires, 9 de mayo de 1940 / 1 de agosto de 2016) es un reconocido diseñador de locales comerciales, muebles y residencias particulares.

## Biografía
Pasó por las aulas de la Facultad de Arquitectura de la Universidad de Buenos Aires, aunque nunca se recibió de arquitecto, pero aprovechó las clases de los grandes maestros de la época como Freddy Yantorno, Luis Ibarlucía, Carlos Méndez Mosquera, Vladimiro Acosta y Gastón Breyer, entre otros.
Los claustros académicos no fueron su única formación, ya que aprendió mucho de quienes reconoció como sus grandes maestros informales: los dueños de algunos de los restaurantes que diseñó, como La Strega y El Torreón del Monje, y el chef Gato Dumas, entre muchos otros que lo convocaron para diseñar sus espacios.
También tuvo su propio restaurante, La Cautiva, sobre los boxes de una caballeriza en el barrio de Belgrano (Buenos Aires), que le dio la práctica que toda teoría requiere para que la experiencia se vuelva sólida.
Tiene interés por la astrología.

## Autor de restaurantes
Ricardo Plant diseñó espacios emblemáticos de la Ciudad de Buenos Aires como son Clásica y Moderna, Tancat, Blades, Ginger, La Strega y La Cautiva, que marcaron épocas en la gastronomía de la ciudad. También diseñó otros, ubicados en el interior argentino y en el exterior, como Viento Sur, en Neuquén; Van Gogh, en Salta; Tinto, en Cancún y Sur, en Quito.
Plant se destacó también, a lo largo de su extensa trayectoria, como ambientador de hoteles, empresas y espacios comerciales, y diseño de casas particulares. Actualmente ofrece un servicio de asesoramiento general del emprendimiento gastronómico, pasando por la elección de la locación, el diseño, desarrollo e implementación del proyecto hasta llegar a la apertura del local, para facilitar el éxito y la continuidad del restaurante.
Su estilo marcó una época pero “no pasa de moda: hoy, en Ginger & Fred se reconocen elementos clásicos de su repertorio como el sillón francés, un asiento largo al que se le suman mesas y donde fácilmente se agrupan dos o más comensales, y hasta un cielorraso abovedado formado por una malla metálica y botellas”. Como diseñador, Plant prioriza la experiencia sensorial del cliente, pero ofrece un asesor integral sobre los precios, la atención, la capacitación del personal, el menú y la imagen del restaurant.

## Artista plástico
Ricardo Plant reconoce en sí mismo a “un artista con conocimientos de arquitectura”. Acumula un gran caudal de obras en óleo pastel y con frecuencia decora con murales las paredes o las puertas de los restaurantes.

## Reconocimientos
El diseñador fue nombrado socio honorario de la Sociedad Central de Arquitectos, distinción entregada por Luis Grossman, director del Casco Histórico de la Ciudad de Buenos Aires y por el presidente de la Sociedad Central de Arquitectos, Eduardo Bekinschtein. El organismo anualmente distingue como socios honorarios a personalidades con relevante trayectoria dentro de la cultura de la ciudad o su vinculación con la arquitectura desde otros campos.
La librería y restaurante Clásica y Moderna también recibió una distinción, cuando fue declarada de interés cultural por el gobierno porteño y reconocida como "bar y librería notable" por la Comisión de Patrimonio de Buenos Aires. En 2004 obtuvo el Premio Konex y en 2006 fue distinguido por la Comisión de Comercio Español en la Argentina.